# ひよどり山有料道路

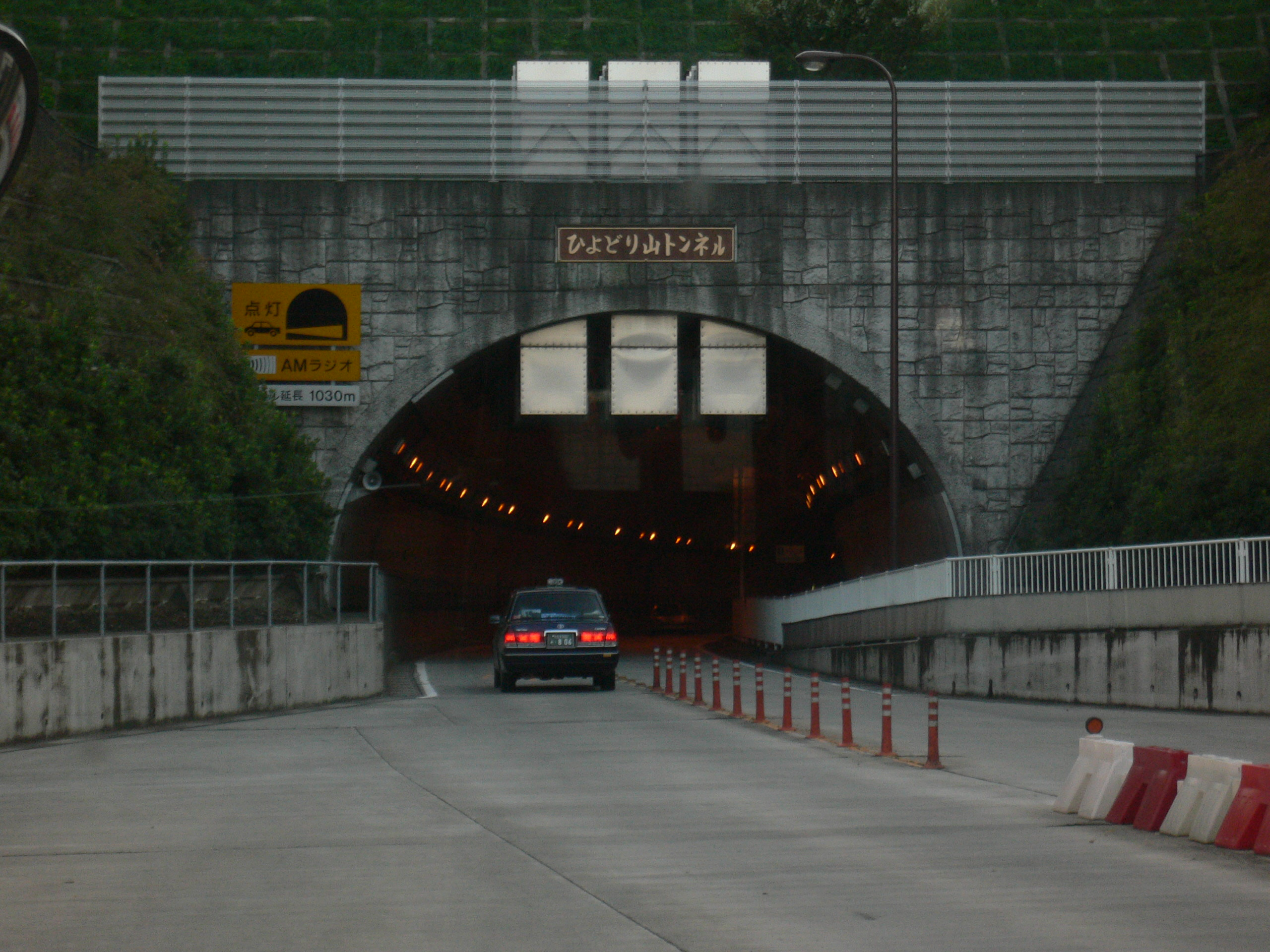
ひよどり山トンネル

ひよどり山有料道路（ひよどりやまゆうりょうどうろ）は、東京都八王子市内を走るかつての一般有料道路である。2007年（平成19年）に八王子市に移管、無料開放された。

## 概要
八王子市街地の大和田町から小宮公園の下をひよどり山トンネルで抜け、梅坪町の新滝山街道（東京都道169号淵上日野線）に至る。
八王子市移管後の正式名称は八王子市幹線1級49号線、都市計画道路としては3.5.47 大和田梅坪線となっており、移管後も通称として「ひよどり山道路」の名称が使われている。

## 歴史

### 整備された目的
八王子市は東西を国道20号、南北を国道16号が貫く東京都西部の交通の要衝となっているが、八王子の市街地と市北部との間には「ひよどり山」がありそれぞれを行き来するには、市中心部西側を経由する国道16号の現道か東部の国道16号八王子バイパスの何れかに迂回する必要があった。
これを解消するため、ひよどり山有料道路は駅前通りから左入交差点西の滝山地区をダイレクトに結ぶ道路として、建設された。なお、都市計画変更時に東京都立小宮公園の中央を通過する大部分をトンネル構造に変更された。
国道20号や八王子市街地から同市北部や隣接市のあきる野市・昭島市方面へのアクセス道路としての機能を持っている。

### 年表
- 1996年（平成8年）：有料道路事業として採択され、用地買収・ひよどり山トンネルを皮切りに順次工事に着手。当初の事業名は「八王子中央有料道路」であった。事業費は約242億円。
- 2001年（平成13年）1月28日：「ひよどり山有料道路」として供用開始。
- 2003年（平成15年）：ワンコインキャンペーン実施（通行料金が普通車以上一律100円）。
- 2005年（平成17年）3月21日～31日：圏央道日の出IC-あきる野IC間の開通を記念して、通行料が無料となるキャンペーンを実施[3]。
- 2006年（平成18年）
  - 9月29日：東京都議会財政委員会にて、多摩都市モノレール・稲城大橋有料道路と共に「負の遺産」[4]に指定されたことが明らかになる。
  - 10月24日：東京都が負債残高の約70億円の債務を一括償却し、無料開放する方針を表明。利用が予測を大幅に下回り、負債償還の目処が立たないこと、周辺道路の渋滞緩和などが理由とされる。
- 2007年（平成19年）
  - 5月31日：有料道路としての営業を終了。
  - 6月1日：八王子市に移管し、無料開放[5]。

## 路線状況

### 有料道路時代
2001年（平成13年）に有料道路として供用開始された。
有料道路区間のほとんどがひよどり山トンネルで占められている。自転車ならびに歩行者の通行料金は、開通当初から無料である。
全線が東京都道166号瑞穂あきる野八王子線に属していた。当路線の供用開始と同時に、有料道路区間の起点から国道20号交点までの区間も同都道に指定された。
中央自動車道八王子ICのランプ直下を通過するが、直接は連絡していない。交通量増加による収支改善のためにランプ増設が検討されたが、実現しなかった。

### 開通時データ
（右の「表示」を押す）

#### 通行料金
供用開始から営業終了まで、途中2度の割引キャンペーン期間（普通車以上一律100円）を除き、通常料金に改訂はなかった。
（右の「表示」を押す）

### 無料開放後
2007年（平成19年）6月1日から全線無料化され、全ての車両が無料で通行することが可能になった。無料開放に伴い、旧有料道路区間は八王子市へ移管のうえ八王子市道として管理されている。無料化後は通行量が非常に増加した。また、速度制限や車道・歩道の通行区分に変更はなく、自転車は歩道を通行することとなる。
料金所施設は撤去され、白いフェンスがされている。

### 道路施設
- ひよどり山トンネル（延長：約1,030m）
- 左入トンネル（延長：約120m）
- 中丸橋（延長：約200m）

#### 有料道路時代の料金所
ひよどり山料金所において料金徴収を行っていた。下記の他、料金所の両脇に原付用のゲート（上下線1つずつ）があった。ETCには対応していなかった。
- ブース数：4（うち、有人ブース：1）
- レーン数：5

## 利用台数
| 基準年度 | 利用台数   | 備考     | 出典  |
| -------- | ---------- | -------- | ----- |
| 2003     | 3,000台/日 | 有料道路 | [ 8 ] |
| 2008     | 9,600台/日 | 無料化後 | [ 8 ] |

## 地理

### 交差する道路
- 東京都道166号瑞穂あきる野八王子線（ひよどり山トンネル南交差点、旧・ひよどり山有料道路南側出入口）
- 都市計画道路北西部幹線（ひよどり山トンネル北交差点、旧・ひよどり山有料道路北交差点）
- 東京都道169号淵上日野線（道の駅入口交差点、旧・ひよどり山有料道路北側出入口）

### 路線バス
西東京バスの路線のうち、楢原営業所管轄の一部路線（ひ01〜ひ06、及び八王子駅から周辺大学への直通・急行便）が、この道路を経由する。